# Robert Alt
Robert Alt (Glion, Vaud kanton, 1927. január 2. – 2017. december 4.) olimpiai és világbajnok svájci bobversenyző.

## Pályafutása
1955-ben világbajnok, 1956-ban a Cortina d'Ampezzo-i olimpián aranyérmes lett négyesbobban. Az olimpián Franz Kapus, Gottfried Diener és Heinrich Angst voltak a csapattársai.

## Sikerei, díjai
- Olimpiai játékok – férfi négyesbob
  - aranyérmes: 1956, Cortina d'Ampezzo
- Világbajnokság
  - aranyérmes: 1955, St. Moritz